# 武興城
武興城，中国古代城池。
三国蜀汉时，其地属武都郡沮县。《元和志》云：“先主[刘备]以地当冲要，置武兴督守此。筑城甚固，周围五百许步，惟开西北一门，外有仓垒，三面周匝。自晋以后，皆谓之武兴城”。武兴城遗址在今陕西省略阳县县城东三里凤山脚下。
西晋晉惠帝时，楊茂搜占据沮县之地。东晋义熙二年（406年）楊盛进攻漢中郡。后秦梁州刺史王敏退屯武兴。刘宋元嘉三年（426年），杨兴平内附，梁、南秦二州刺史吉翰遣始平郡太守庞谘据武兴。楊玄遣弟楊難當来争，谘击走之。472年，杨文度称武兴王，都葭芦（今甘肃武都县），史称武兴国。
刘宋昇明元年（477年），以楊文弘为北秦州刺史，退治武兴。南齐建元二年（480年），晋寿民李乌奴叛，数寇梁州，为州兵所败，走保武兴。既而梁、南秦二州刺史崔慧景遣长史裴叔保攻乌奴于武兴，为氐王杨文弘所拔。是年，以杨难当之孙后起为北秦州刺史武都王，镇守武兴。永明十年（492年），氐王杨集始以武兴投降北魏。建武四年（497年），复来降。永元二年（500年），又叛降北魏。北魏仍使归守武兴。
南梁天监二年（503年），氐王楊紹先等始贰于魏，寻称帝。五年，北魏攻克武兴，执杨绍先，置武兴镇。寻改为東益州，领武兴等郡。天监十四年（515年），叛氐围武兴，魏南秦州刺史崔暹击破之。大同初年，杨绍先因北魏动乱，自洛阳逃还，复据武兴。时，南梁攻克汉中，杨绍先子楊智慧表求归国。诏即以为东州刺史。大同十二年（546年），仍附南梁，南梁因置武兴蕃王国授之。大宝二年（551年），西魏将领达奚武取武兴，灭杨氏，因改置兴州及顺政郡。隋朝建立后，改名顺政县。元朝时改名略阳县。
武兴城屡经战火，多次毁废。明朝正德六年（1511年），爆发四川麻六儿起义，陝西巡撫蓝璋派扶风县令孙玺去略阳县筑城御敌。新城址在象山脚下。城未筑完，义军突至，孙玺被杀。后任知县马翱修成新县城。清朝道光七年（1827年）七月，县令金在绅因县城被水灾损毁，奏请在凤山下原旧城遗址上另建新城。陕西布政司林则徐来略阳县勘察后，同意移建新城。道光八年（1828年）正月，新县城开工，次年九月建成。

## 杨氏割据
| 諡號 | 姓名           | 在位時間     |
| ---- | -------------- | ------------ |
| 文王 | 楊文弘（文宏） | 478年－479年 |
| 順王 | 杨后起         | 479年－486年 |
| 安王 | 楊集始         | 486年－503年 |
| 關王 | 楊紹先         | 503年－535年 |
| 惠王 | 楊智慧（？）   | 535年－545年 |
| 理王 | 楊辟邪（？）   | 545年－553年 |